# Pour un nouveau roman

Pour un nouveau roman est un essai d'Alain Robbe-Grillet paru en 1963 aux éditions de Minuit (en fait un ensemble d'études littéraires écrites entre 1956 et 1963). Lui donnant valeur de manifeste, l'auteur, dans cet essai, conteste le roman traditionnel de type balzacien et défend le nouveau roman, apparu dès les années 1950.
Les différents textes réunis dans cet essai sont:
- À quoi servent les théories
- Une voie pour le roman futur
- Sur quelques notions périmées : le personnage, l'histoire, l'engagement, la forme et le contenu
- Nature, humanisme, tragédie
- Éléments d'une anthologie moderne
- Nouveau roman, Homme nouveau
- Temps et description dans le récit d'aujourd'hui
- Du réalisme à la réalité